# Meesmann-Hornhautdystrophie
Die Meesmann-Hornhautdystrophie (MECD)  ist eine sehr seltene angeborene Form einer Hornhautdystrophie mit Krankheitsbeginn in frühester Kindheit.

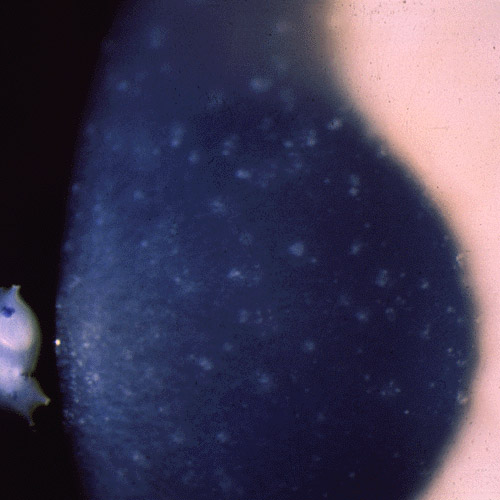
Multiple fleckförmige Trübungen im Hornhautepithel

Synonyme sind: Hornhautdystrophie, epitheliale juvenile, Typ Meesmann; Meesmann-Epitheldystrophie der Hornhaut, juvenile hereditäre; Meesmann-Wilke-Syndrom; englisch Stocker-Holt dystrophy
Die Bezeichnung bezieht sich auf den Autoren der Erstbeschreibung aus dem Jahre 1938 durch den Berliner Augenarzt Alois Meesmann (1888–1969).

## Verbreitung
Die Häufigkeit ist nicht bekannt, die Vererbung erfolgt autosomal-dominant.

## Ursache
Der Erkrankung liegen Mutationen im KRT3-Gen auf Chromosom 12 Genort q13.13 bzw. im KRT12-Gen auf Chromosom 17 q21.2 zugrunde, die für die zwei Untereinheiten des Zytokeratins kodieren.

## Klinische Erscheinungen
Klinische Kriterien sind:
- Erkrankungsbeginn im 1. bis 2. Lebensjahr
- beide Augen betroffen
- zentrale oberflächliche, feine, diffuse Punktierungen in der Hornhaut
- Hornhauttrübung mit (nur mäßiger) Visusverschlechterung, unregelmäßigem Astigmatismus, erhöhte Blendempfindlichkeit
- schubweise fortschreitend
- normale Empfindlichkeit der Hornhaut

## Differentialdiagnose
Abzugrenzen sind die anderen Formen der Hornhautdystrophie, insbesondere die klinisch ähnliche, aber x-chromosonal vererbte Lisch epitheliale Hornhautdystrophie und die Epitheliale Basalmembrandystrophie.

## Geschichte
Alois Meesmann publizierte zusammen mit dem Kieler Augenarzt F. Wilke einen weiteren Bericht im Jahre 1939.
Frederick W. Stocker und L. Byerly Holt veröffentlichten im Jahre 1954 einen Bericht. Die von ihnen beschriebene Erkrankung wird als durch einen Aminosäureaustausch Arg19Leu im Zytokeratin 12 verursachte Variante angesehen.